# Castro Verde
Castro Verde ist eine  Kleinstadt (Vila) und ein Kreis (Concelho) in Portugal mit 4858 Einwohnern (Stand 30. Juni 2011).

## Geschichte
Das Gebiet um Castro Verde wurde im 6. Jahrhundert v. Chr. durch die Kelten besiedelt, die hier bereits Pyrit und Kupfer in der Mina de Neves Corvo abbauten. Der Name des Ortes ist mit Oppidum überliefert zu dessen Gebiet auch die Castros gehörten. Auch während der Zeit der Römer lag der Ort an der Transportroute für die Metalle und Pyrit, welche in den Minen der Umgebung gewonnen wurden. Westgoten und Mauren lebten ebenfalls in Castro Verde, bis die Zurückeroberung (Reconquista) durch die Christen in der Schlacht von Ourique um 1143 die Staatsgründung von Portugal durch den Vertrag von Zamora besiegelt wurde. Die königliche Basilika von Castro Verde, die unter dem König Sebastian im Jahr 1573 fertiggestellt wurde, ist zum Andenken an diese Schlacht gebaut worden. Die bemalten Kacheln (Azulejos) zeigen Szenen der Schlacht. In der Zeit vom 14. bis zum 16. Jahrhundert wurde die Gegend um Castro Verde zur Kornkammer Portugals. Dieser Prozess wurde verstärkt durch den König D.Dinis eingeleitet.
Castro Verde bekam das Stadtrecht im Jahre 1510.

## Verwaltung

### Kreis
Castro Verde ist Verwaltungssitz eines gleichnamigen Kreises. Die Nachbarkreise sind (im Uhrzeigersinn im Norden beginnend): Aljustrel, Beja, Mértola, Almodôvar sowie Ourique.
Mit der Gebietsreform im September 2013 wurden die Gemeinden (Freguesias) Castro Verde (Stadtgemeinde) und Casével zur neuen Gemeinde União das Freguesias de Castro Verde e Casével zusammengefasst. Der Kreis besteht seither aus den folgenden vier Gemeinden:

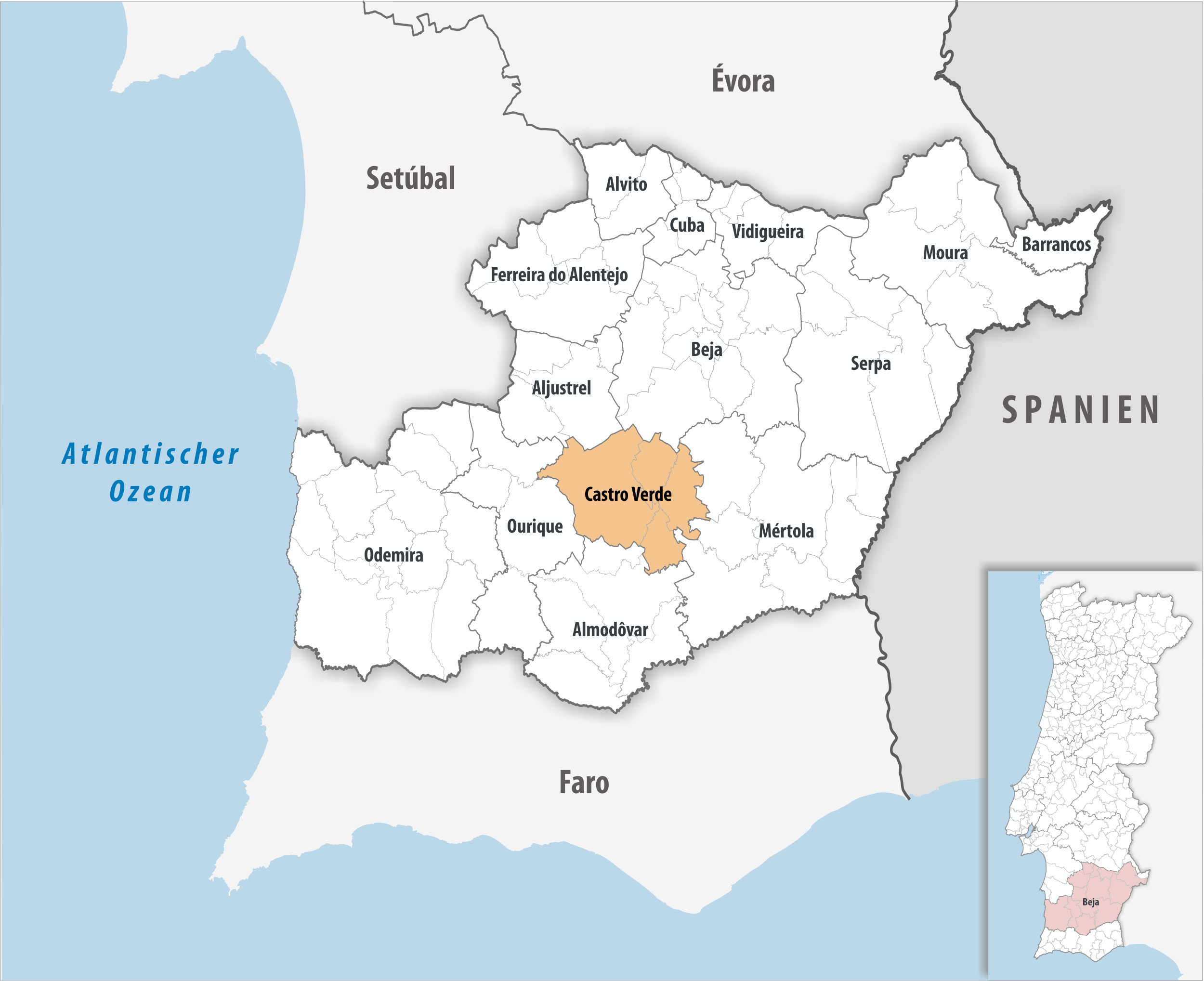
Kreis Castro Verde

| Gemeinde                 | Einwohner (2021) | Fläche km² | Dichte Einw./km² | LAU- Code |
| ------------------------ | ---------------- | ---------- | ---------------- | --------- |
| Castro Verde e Casével   | 5.289            | 322,77     | 16               | 020606    |
| Entradas                 | 593              | 76,23      | 8                | 020603    |
| Santa Bárbara de Padrões | 731              | 66,31      | 11               | 020604    |
| São Marcos da Ataboeira  | 260              | 104,13     | 2                | 020605    |
| Kreis Castro Verde       | 6.873            | 569,44     | 12               | 0206      |

### Bevölkerungsentwicklung
| Einwohnerzahl im Kreis Castro Verde (1801–2011) | Einwohnerzahl im Kreis Castro Verde (1801–2011) | Einwohnerzahl im Kreis Castro Verde (1801–2011) | Einwohnerzahl im Kreis Castro Verde (1801–2011) | Einwohnerzahl im Kreis Castro Verde (1801–2011) | Einwohnerzahl im Kreis Castro Verde (1801–2011) | Einwohnerzahl im Kreis Castro Verde (1801–2011) | Einwohnerzahl im Kreis Castro Verde (1801–2011) | Einwohnerzahl im Kreis Castro Verde (1801–2011) |
| ----------------------------------------------- | ----------------------------------------------- | ----------------------------------------------- | ----------------------------------------------- | ----------------------------------------------- | ----------------------------------------------- | ----------------------------------------------- | ----------------------------------------------- | ----------------------------------------------- |
| 1801                                            | 1849                                            | 1900                                            | 1930                                            | 1960                                            | 1981                                            | 1991                                            | 2001                                            | 2011                                            |
| 2027                                            | 5930                                            | 7712                                            | 11.032                                          | 11.637                                          | 7472                                            | 7762                                            | 7603                                            | 7276                                            |

### Kommunaler Feiertag
- 29. Juni

## Söhne und Töchter der Stadt
- Alfredo Luís da Costa (1883–1908), Publizist und Handelsvertreter, Freimaurer, verwickelt in den Mord an König D. Carlos
- António Gonçalves Correia (1886–1967), anarchistischer Journalist und Schriftsteller
- Raquel Maria (1946–2006), Schauspielerin
- Frederico Rosa (1957–2019), Fußballspieler, Nationalspieler bei der WM 1986

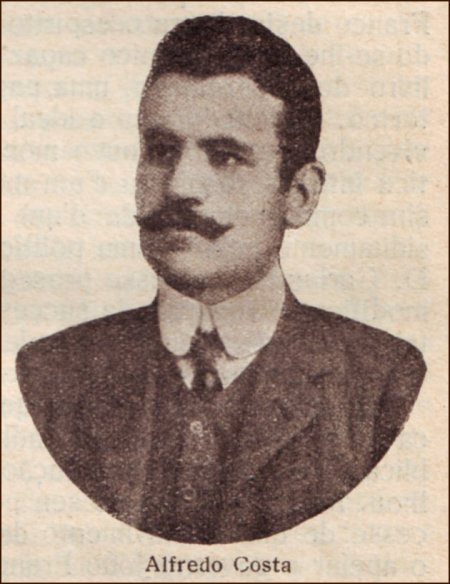
Alfredo Luís da Costa
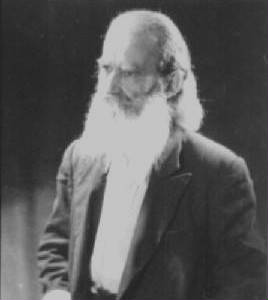
António Gonçalves Correia